# Paříž (film, Francie, 2008)
Paříž (v originále Paris) je francouzský hraný film z roku 2008, který režíroval Cédric Klapisch podle vlastního scénáře. Film popisuje osudy několika osob různého věku a společenského postavení, které spojuje jejich život v Paříži.

## Děj
Pierre je mladý tanečník, který se od svého lékaře doví, že má těžkou srdeční vadu a mohla by ho zachránit jen transplantace srdce. Zatímco čeká na dárce, jeho sestra Élise, sociální pracovnice se k němu nastěhuje se svými třemi dětmi, aby se necítil osamělý. Hlavní zábavou Pierra je sledovat z balkonu svého bytu sousedy a kolemjdoucí a přemýšlet o jejich osudech. Těmi jsou Roland Verneuil, historik přednášející na univerzitě dějiny Paříže, který se zamiluje do studentky Laetitie. Jeho bratr Philippe Verneuil je architekt a špatně se vyrovnává s nedávnou smrtí jejich otce. Dále je to Jean, který na trhu prodává ovoce a zeleninu a jeho bývalá manželka Caroline, která má na tržnici rovněž svůj stánek. Spolu s nimi je zde Franky, obchodník s rybami. V ulici je pekařství, jehož majitelka je neustále nespokojená s učnicemi.

## Obsazení
| Romain Duris        | Pierre, bývalý tanečník                  |
| Juliette Binocheová | Élise, jeho sestra                       |
| Fabrice Luchini     | Roland Verneuil, historik                |
| François Cluzet     | Philippe Verneuil, architekt, jeho bratr |
| Judith El Zein      | Mélanie Verneuil, jeho manželka          |
| Albert Dupontel     | Jean, prodavač                           |
| Julie Ferrier       | Caroline, jeho ex-manželka               |
| Gilles Lellouche    | Franky, prodavač                         |
| Mélanie Laurentová  | Laetitia, studentka                      |
| Karin Viardová      | pekařka                                  |
| Sabrina Ouazani     | pekařská učednice                        |
| Maurice Bénichou    | psychiatr                                |